# Vodopád Chu-kchou

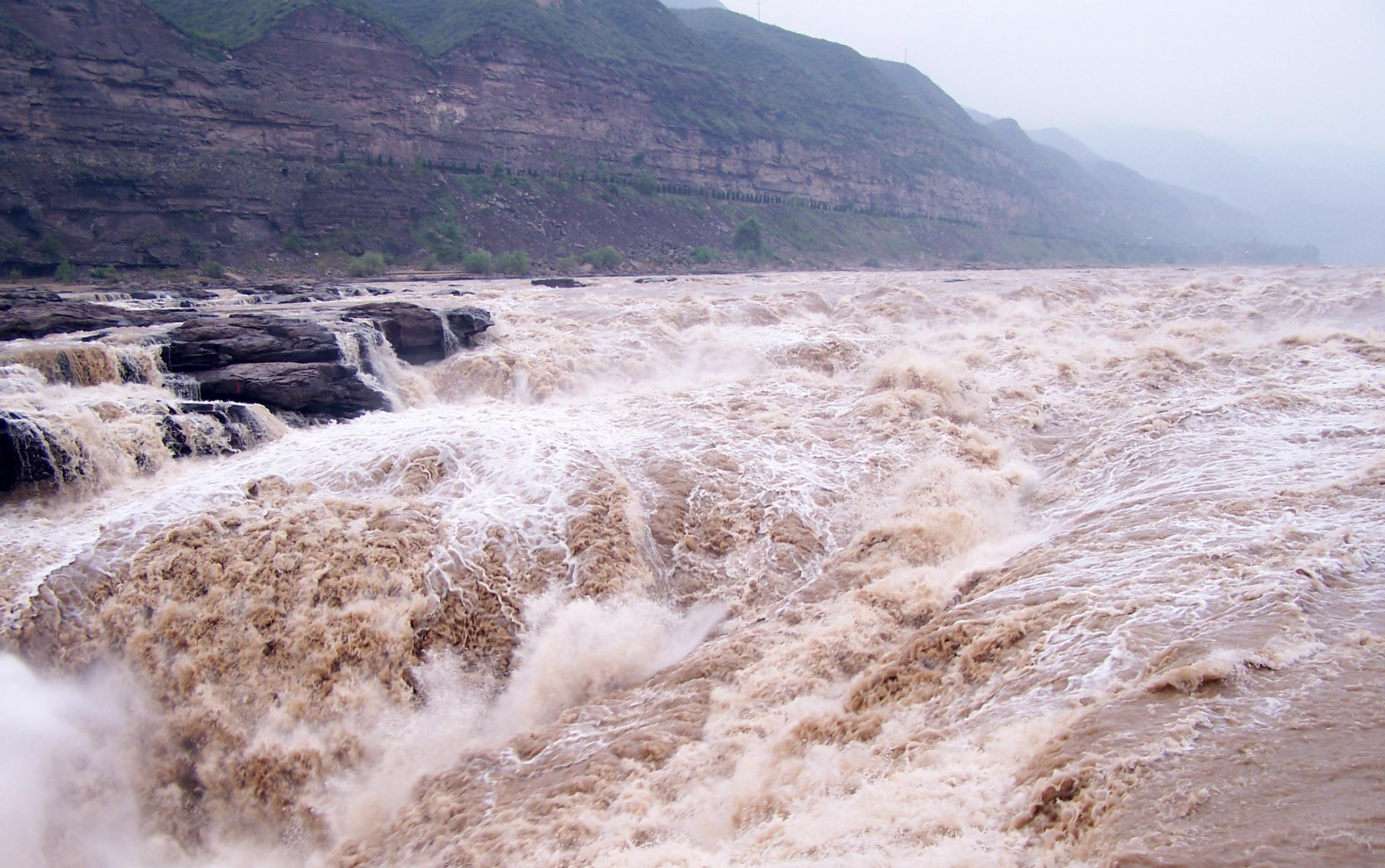
Vodopád v červnu 2005 za vyššího stavu vody

Vodopád Chu-kchou (čínsky v českém přepisu Chu-kchou Pchu-pu, pchin-jinem Hǔkǒu Pùbù, znaky zjednodušené 壶口瀑布, tradiční 壺口瀑布) je vodopád na středním toku Žluté řeky v Číně. Nachází se na hranici mezi okresem Ťi městské prefektury Lin-fen provincie Šan-si na západě a okresem I-čchuan městské prefektury Jen-an provincie Šen-si na východě. V rámci Čínské lidové republiky se jedná o jeden z největších čínských vodopádů (další významné jsou Chuang-kuo-šu, Jün-tchaj a Te-tchien).
V závislosti na množství vody v Žluté řece a tedy na ročním období je jeho šířka od třiceti do padesáti metrů a průtok od tisíce kubíků za sekundu (v dubnu) do osmi tisíc kubíků za sekundu (v létě).